# Términos del juego de go

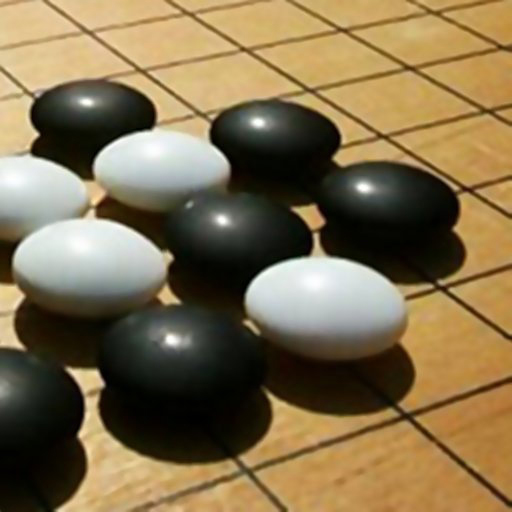
"Piedras" es el nombre que se les da a las fichas del juego de Go.

Los jugadores del juego de go a menudo usan jergas para describir situaciones en el tablero. Tales son los términos técnicos que pueden encontrarse en libros y artículos sobre go en español como también en otros idiomas. Muchos de estos términos han sido tomados de japoneses, sobre todo cuando no existe un término equivalente corto.

## Uso de términos japoneses
Aunque el go se originó en China, el vocabulario actual occidental toma una alta proporción de términos de la lengua japonesa, debido a que fue a través de Japón que el go fue introducido en la cultura occidental. 
Muchos de estos términos son de jergas utilizadas para técnicas escritas. Algunos autores occidentales evitan el uso de términos técnicos japoneses, y la forma en que se aplican pueden diferir en formas sutiles de los significados originales.
Un número pequeño de términos coreanos han entrado en uso (por ejemplo, haengam como una manera de describir el desarrollo de las piedras).

## Términos

### Aji
La expresión más ajustada que se puede utilizar en español es 'potencial latente.' Del japonés, aji (味), que significa sabor, y en el go hace referencia a la cualidad persistente según la cual aún las piedras muertas pueden habilitar posibles cursos de juegos sutiles. Si bien es posible que nunca se utilice, el aji tiene significado en el desarrollo del juego. Un buen aji es cuando los grupos propios son fuertes, y dejan poca o ninguna posibilidad de debilitarlos. Un mal aji es aquel en el cual las piedras muertas o debilidades en la formación propia poseen una amenaza latente de comprometer una cierta zona, en caso de que se presente la oportunidad. El aji se diferencia de un defecto simple o debilidad en el sentido que puede ser explotado y/o reparado de más de una manera, o en más de una etapa del juego, y que cual es el mejor momento o manera recién se podrá saber con posterioridad; de allí el origen de la metáfora de "sabor remanente".

### Atari

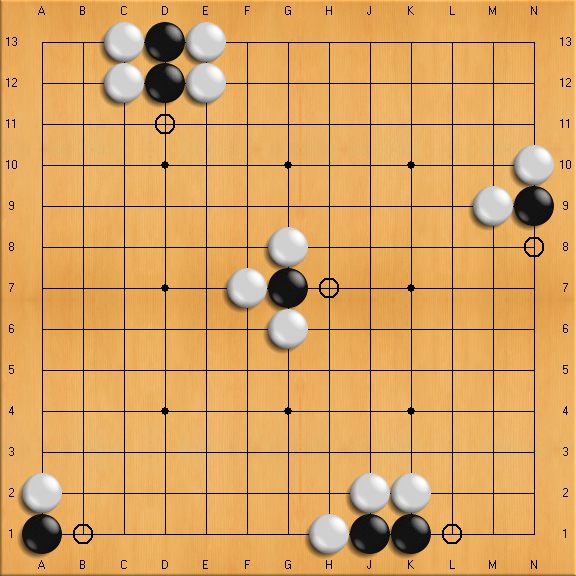
Negro está en atari.

"Atari" (Chino: dǎchī (打吃); coreano: dansu (단수)) es un término utilizado para referirse a una situación en la cual una piedra o cadena de piedras poseen solo una libertad, y puede ser capturada en el próximo movimiento si no se le dan una o más libertades adicionales. Puede ser un verbo para describir el acto de poner a una cadena en condición de atari, como también un adjetivo para describir el estado de una unidad, como por ejemplo estar "en (estado de) atari". A veces los principiantes proclaman un atari durante un partido en forma similar a lo que se hace en el jaque en el ajedrez, pero no es considerado un comentario apropiado por muchos jugadores avezados.
La figura muestra varias formaciones simples de atari con una o más piedras (las piedras negras) en peligro de ser capturada(s). Si el blanco juega en la posición marcada con un círculo, las piezas negras son capturadas inmediatamente y son sacadas del tablero. El negro puede escapar si coloca en laterales creando una cadena con varias libertades. En la parte inferior derecha, otro grupo negro está en atari, pero si juega sobre el lateral no cambiará la situación, dado que blanco puede entonces jugar a su lado y así sucesivamente hasta capturar todo el grupo en las próximas jugadas.

### Posiciones en el tablero
Dado que la posición a la cual una piedra se encuentra respecto al borde del tablero posee importantes implicaciones tácticas y estratégicas, es usual dar denominaciones a denominar a los puntos de encrucijada del tablero (1, 1), y contar a las líneas a partir de los bordes. 
- Punto estrella (星 Hoshi?): una intersección tradicionalmente marcada con un pequeño punto sobre el tablero. Estos son también:
  - un (4, 4) punto en una esquina vacía, o
  - un (4, 10) o (10, 4) punto sobre uno de los lados
- Origen del cielo (天元 Tengen?): el centro del tablero, ubicado en (10, 10) en el tablero estándar de go de 19×19.
- Cinco por cinco (五の五 Go no go?): un punto (5, 5) en una esquina.
- Tres por tres (三々 San san?): un punto (3, 3) en una esquina.
- Pequeño ojo (小目 Komoku?): un punto (4, 3) o (3, 4) en una esquina.
- Ojo alto (高目 Takamoku?): un punto (4, 5) o (5, 4) en una esquina.
- Gran ojo largo (大高目 Ōtakamoku?): un punto (6, 4) o (4, 6) en una esquina.
- Fuera del ojo (目外し Mokuhazushi?): un punto (3, 5) o (5, 3) en una esquina.
- Fuera del gran ojo (大目外し Ōmokuhazushi?): un punto (6, 3) o (3, 6) en una esquina.

### Dame
"Dame" (en japonés: 駄目), son puntos neutrales sin rellenar que no beneficiarán a ninguno de los jugadores. Normalmente el término se refiere a los puntos vacantes que se encuentran entre dos fuerzas opuestas, y que eventualmente pueden ser ocupados sin que se altere el marcador. Básicamente los puntos "dame" no son de interés, aunque deben ser ocupados antes del recuento final según el sistema chino. Las reglas japonesas definen un "dame" como un punto vacante que no esté rodeado por piedras vivas de un único color, así que el término puede referirse también a un punto vacío que sea tácticamente útil como libertad para una unidad.

### Movimiento divino
Un movimiento divino es un movimiento original verdaderamente inspirado; uno que no es obvio y que equilibra estrategia y táctica para convertir un juego perdido en un juego ganado. Un movimiento divino es singular - estos son de tal rareza que un jugador de Go a tiempo completo sería afortunado de jugar uno solo de tal movimiento en su vida. El término viene del japonés 神の動き “Kami no ugoki”, significando "movimiento de Dios" o "Movimiento divino".
El Movimiento divino es usado en la enseñanza del go como una motivación para buscar de nuevo en las posiciones en los juegos y considerar no solo los movimientos obvios sino además los menos obvios y los más innovadores también; en particular el tenuki.

Un ejemplo es el Movimiento Sonrojador hecho por Honinbo Shusaku en 1846. Otro ejemplo es durante la partida entre Lee Sedol contra AlphaGo el 13 de marzo de 2016 donde Lee Sedol movió una piedra blanca en el turno 78, creando una "cuña" en medio del tablero lo cual inmediatamente volteó el juego y lo llevó a derrotar a AlphaGo.

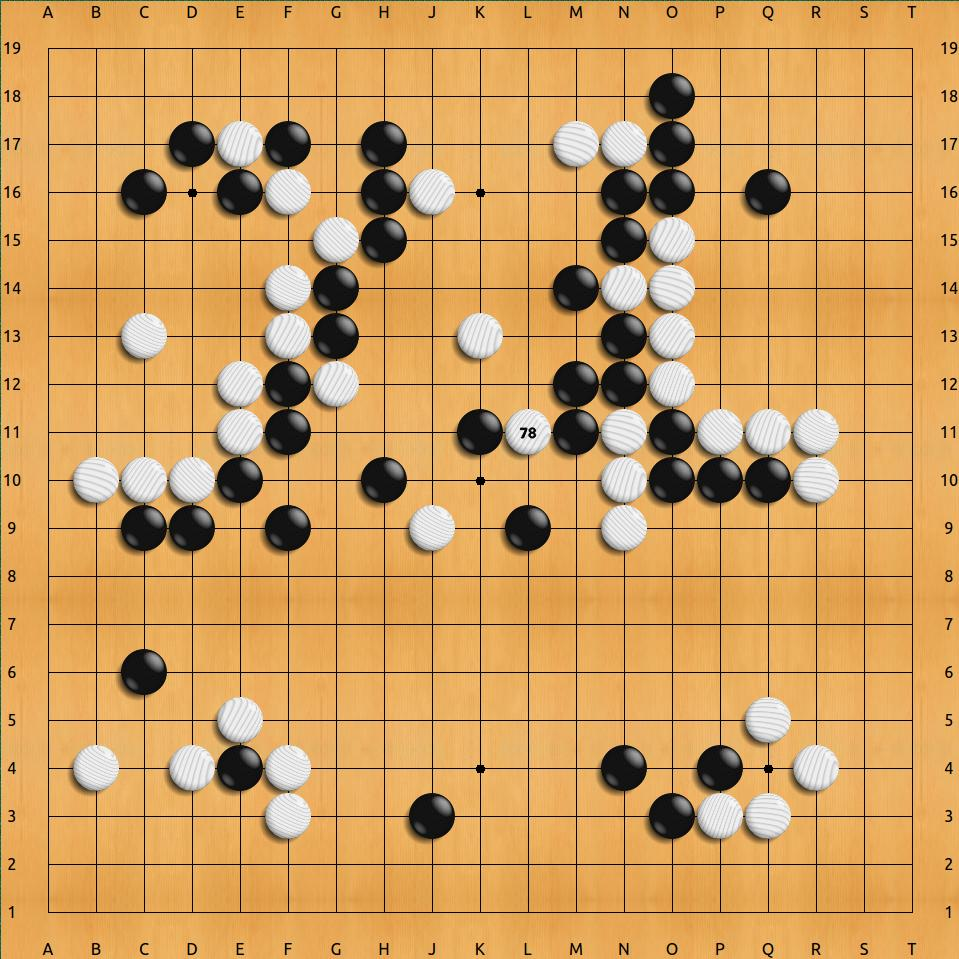
El movimiento divino entre Lee Sedol y AlphaGo

### Ojos
Los ojos son libertades internas de un grupo de piedras que, como las libertades externas, previenen la captura del grupo, pero a diferencia de las libertades externas son mucho más difíciles de llenar por un oponente. La presencia o ausencia de ojos en un grupo determina la vida o muerte de ese grupo. Un grupo sin ojos, o con solo uno, morirá a menos que su propietario consiga desarrollarlos. A la inversa, un grupo que tenga dos o más ojos vivirá. No hay nada que el oponente pueda hacer para capturar tal grupo, porque es imposible eliminar todas las libertades del grupo jugando una sola piedra por turno, con lo cual jugar tal movimiento sería suicidio.
Los ojos son contados como territorio ocupado del grupo que plenamente contiene el ojo. Hay casos donde un grupo puede compartir uno o más ojos con uno de los grupos del jugador oponente. Estos ojos no cuentan como territorio para cualquiera de los jugadores; a veces estos ojos son reducidos a dame a medida que el tablero cambia en otras áreas para dar uno o a ambos grupos ojos adicionales, permitiendo a uno o ambos jugadores llenar estos ojos compartidos, pero a veces ellos no pueden resolverlo (ver seki debajo).

### Gote y Sente
Un movimiento que deja al jugador un abrumador movimiento de seguimiento, y de esta manera obliga al oponente a responder, se dice que es "sente"(先手) o 'iniciativa'; el oponente tiene "gote" (後手). En la mayoría de juegos el que mantiene el sente la mayor parte del tiempo acabará ganando.
Gote significa "movimiento subsiguiente" (lit: "después de la mano"), el opuesto de sente, que significa "movimiento precedente" (lit: "antes de la mano"). El sente indica que jugador tiene la iniciativa en el juego, y cuales movimientos resultan al tomar y mantener la iniciativa. Más precisamente, mientras un jugador ataca, y el otro se defiende en gote, se puede decir que ellos respectivamente tienen y no tienen la iniciativa. La situación de tener sente es favorable, permitiendo el control del flujo del juego.
Aplicar estos conceptos a la secuencia completa es básico para una estrategia superior. Si Negro empieza una secuencia que termina adecuadamente en un número par de jugadas, Negro retiene el sente al hacer esto. Si Negro empieza una secuencia que termina adecuadamente después de un número impar de jugadas Negro pierde el sente y entra en gote. Aceptar el gote solo debería ser aceptado si a cambio se consigue un intercambio rentable. Una jugada correcta en el yose (fin de la partida) puede consistir en jugar secuencias de sente disponibles, y entonces tomar la secuencia de gote más larga sobre el tablero. Esa descripción es una simplificación, sin embargo. Una jugada de sente inverso es un tipo especial de jugada en gote, previniendo que el oponente haga algún movimiento en sente. El valor relativo de las jugadas de sente inverso depende sobre la posición global, pero uno puede contarlo como dos veces el valor de lo que sería si fuera puramente gote.
Un jugador tiene sente si éste no se siente normalmente en la necesidad de responder a los movimientos hechos por su oponente. Esto puede ser conseguido por el tenuki (ignorando al oponente), como un tipo de táctica. Un jugador puede escaparse del gote y puede ganar el sente, eligiendo y aceptando una pérdida futura, en el nivel local, con el fin de tomar la iniciativa para jugar en otro lugar.
En el caso de que ninguno de los jugadores responda directamente a los movimientos del otro, el juego puede llegar a ser difícil. Ambos jugadores tendrán sente en su turno, y los movimientos que ellos estarán haciendo serán gote. Esto probablemente terminará en intercambios grandes, o uno de los jugadores estará expuesto a tener una posición más débil, y tendrá que empezar a responder para evitar graves daños.

### Hane
Un hane es un movimiento que circunda una o más de las piedras del oponente.

### Jigo
Un marcador empatado, es decir, ambos jugadores tienen el mismo número de puntos al final del juego. El medio punto dado en el komi significa que esta situación es rara.

### Joseki
Jōseki (定式) son secuencias establecidas de juego que (localmente hablando) son consideradas para dar un resultado óptimo a ambos jugadores. 
Hay miles de esas líneas que se han investigado y documentado.
A menudo los joseki se juegan hacia fuera al principio del juego, e involucran dividir las esquinas. Hay también "josekis de mitad del juego", negociando con, por ejemplo, una invasión dentro de un cercado corriente o un marco.
Aunque los joseki tienen algunos paralelismos con las aperturas del ajedrez, estos difieren significativamente. Las aperturas del ajedrez estructuran el tablero entero, mientras que el joseki negocia solo con una posición local. Por lo tanto la elección de qué joseki (de muchos posibles) para jugar en alguna situación dada debería estar basada en una valoración de la posición global. Esto incluye consideraciones de la dirección de la partida, el balance normal de territorio e influencia, y la propia estrategia de juego de uno mismo.
También es bastante posible desviarse de los joseki y obtener un buen resultado si la posición circundante lo permite. En otras palabras, los joseki son sensibles al contexto en el que se juegan.

### Kakari
Un movimiento de aproximación a una posición en la esquina, tal como en el punto 5-3 cuando un oponente ha jugado previamente en el punto 3-4. Eso sería un "bajo kakari". Un "alto kakari" sería en el punto 5-4.

### Kiai
En el contexto del Go, kiai (気合い), a menudo se traduce como "espíritu de lucha", por ejemplo, agresividad o iniciativa, pero no la codicia irreflexiva. Kiai significa mantener el sente, eso es no permitiendo al oponente tener su camino. Un maestro podría decir, "tú juegas demasiado pasivamente - ¡pero hay algún kiai en tus movimientos!"  Un jugador pasivo puede seguir a un oponente alrededor del tablero respondiendo a cada movimiento en su turno. Los movimientos kiai son lo opuesto de lo pasivo o sumiso y un jugador mostrando kiai dirigirá el flujo de la partida. Los movimientos de kiai pueden atrapar a un oponente fuera de balance y dar la vuelta al marcador. Ejemplos de movimientos de kiai incluyen arrebatarle el sente al oponente; defender con un movimiento que también contraataque; o responder un kikashi (movimiento de forzamiento) de forma inesperada. Kiai también es un término usado en las artes marciales japonesas, normalmente como un nombre para un grito fuerte acompañando un ataque. Obviamente esto está externamente más restringido en el contexto de un tablero de juego, sino que pretende estar en el mismo espíritu.

### Kikashi
Su significado literal es 'una vivificación' Kikashi (利かし) es un movimiento de forzamiento, por lo general uno hecho fuera del flujo principal de juego. A diferencia del sente, sin embargo, un movimiento es kikashi cuando este ofrece una eficacia alta al jugar forzando al oponente a abandonar cursos de acción. Una piedra kikashi generalmente puede ser sacrificada pero mientras tanto aún podría conferir una ventaja, por ejemplo, actuar como un interruptor de escalera o destruir el potencial formador de ojos rival, mientras que el movimiento de respuesta no tiene ningún valor en absoluto.
Los movimientos pueden ser kikashi, o no, dependiendo en si éstos son respondidos con una sofisticación apropiada o no. Si el movimiento de respuesta fortalece la posición, entonces la jugada no es kikashi sino aji keshi (arruinando el propio potencial de uno mismo).

### Ko
Ko (コウ) puede referirse a la regla del Ko o a su uso estratégico en una partida.

### Komi
Komi (コミ) es una bonificación en el marcador otorgada a blanco como compensación por ir segundo. No hay acuerdo sobre lo que debe ser el Komi, pero éste normalmente está en el rango de 4.5 hasta 7.5 puntos. Komi casi siempre incluye un medio punto para romper empates.

### Korigatachi
El término korigatachi (凝り形) es a menudo traducido como 'sobre-concentrado', pero más literalmente significa 'forma congelada'. Si un jugador usa sus piedras de forma ineficiente, el resultado será korigatachi. Saber algo sobre este problema debe decirle cómo evitarlo. Situar las piedras demasiado cercanas y juntas es un error fundamental, antes que un juego seguro.

### Kosumi
El Kosumi (コスミ) es un movimiento situado en un punto diagonalmente adyacente a otro de una piedra propia donde las intersecciones contiguas no están ocupadas.

### Libertad
Una libertad (chino qì 气, japonés dame 駄目 no es lo mismo) es un punto vacante que es inmediatamente adyacente a una piedra en una dirección cardinal, o conectada a través de una cadena continua de piedras del mismo color hacia tal punto. Una piedra, cadena, o grupo debe tener siempre al menos una libertad para sobrevivir. Un grupo que tenga dos o más libertades internas separadas (ojos) es imposible de capturar.

### Miai
El Miai (見合い) en go son, en los términos más simples, un par de puntos vacantes en el tablero que son equivalentes en valor. Por ejemplo, si Negro juega en A, Blanco puede jugar en B sin sufrir una desventaja por el intercambio.
Esto ocurre a menudo. Con respecto al desarrollo o supervivencia de un grupo, los pares de puntos se ven frecuentemente, de modo que si un jugador ocupa uno de ellos, su oponente ocupará el otro. El Miai se puede ver en la etapa del fuseki en una escala grande, o en un simple problema de vida y muerte, tal como un ojo de cuatro espacios rectos. Esta forma está viva a causa de sus dos puntos centrales a y b: si Negro juega en a, Blanco puede responder con b y viceversa.
El término se origina de la costumbre japonesa de arreglar el matrimonio a través de una serie de encuentros (miai) para ver a los futuros cónyuges (見る miru, "ver", 合う au, "reunión").

### Salto del mono
Un salto del mono es un movimiento, normalmente usado en la parte final del juego, que puede reducir el territorio del oponente de una manera significativa. Puede ser jugado cuando el atacante tiene una piedra poderosa en la segunda línea y el defensor no tiene piedras cercanas en la primera o segunda línea protegiendo su territorio esperado. El atacante sitúa una piedra en la primera línea tres espacios dentro del territorio del defensor a partir de la piedra poderosa. Debido a las propiedades especiales del borde del tablero, el defensor no podrá normalmente aislar la piedra atacante.

### Moyo
El Moyo (模様) es una estructura de territorio potencial que normalmente consiste de piedras desconectadas con alguna distancia entre estas. El juego temprano consiste en competir por el moyo intentando expandir al máximo el propio y/o invadir o reducir el del oponente. Este término es a menudo traducido como "estructura", "marco", "potencial" o "pared".

### Myoushu
Myoushu (妙手) es un movimiento inspirado, un movimiento que da la vuelta al marcador o de lo contrario excede las expectativas. Un ejemplo de uno de tales movimientos puede ser visto en el movimiento de enrojecimiento de orejas jugado por Honinbo Shusaku en 1846.

### Nakade
Nakade 中手 es un término japonés de go que literalmente significa "movimiento en el interior" o "moverse dentro de".

### Ni-dan Bane
La Doble Vuelta ((二段バネ Ni-dan bane), o pluma de dos pasos, es una secuencia de dos movimientos en sucesión que dan la vuelta a un grupo adyacente del oponente. Puede ser una forma agresiva y apropiada de jugar, aunque expone a las piedras propias a ser cortadas.

### Pinza
Un movimiento que envuelve una piedra del oponente desde ambos lados. Su propósito es atacar eliminando la habilidad del oponente para formar una base en el lateral, o para hacer territorio.

### Sabaki
Sabaki (捌き) es el desarrollo de una posición flexible y eficiente que sea difícil de atacar por parte del oponente, a menudo por medio de jugadas de contacto y tácticas de sacrificio.

### Seki
Seki (関) es un término japonés para un punto muerto que no puede ser resuelto en simple vida y muerte.  Es a veces traducido como "vida mutua". Por ejemplo, una competición de captura puede terminar en una posición en la cual ningún jugador pueda capturar al otro. Hay numerosos tipos de posición en seki que pueden aparecer, caracterizadas como casos en los cuales ningún jugador añade una partida a los grupos que no tienen dos ojos. El área permanece sin tocar; en el fin de la partida todos los grupos involucrados son considerados vivos, pero los puntos por territorio no son anotados. Bajo el área de las piedras que puntúan como seki son contadas como vivas y hacen dar puntos.
En la figura, ni Blanco ni Negro pueden jugar en los puntos marcados con a. Blanco se pondría a sí mismo en atari y sería capturado inmediatamente. Si en su lugar Negro jugara en uno de los puntos marcados con a, Blanco podría capturarlo inmediatamente en su lugar, dejando una forma donde Negro no puede prevenir que Blanco haga dos ojos mientras que Blanco responda a los movimientos de Negro correctamente.

### Forma
La forma es la configuración de las piedras en su flexibilidad y eficiencia permaneciendo conectadas, formando ojos, y manteniendo sus libertades. Se dice que las piedras tienen buena forma si son eficientes y flexibles, o mala forma si son ineficientes. Ejemplos clásicos de buena forma son el ponnuki (cuatro piedras en un diamante creada por la captura de una piedra enemiga) y la junta de bambú (un patrón 2x3 de dos piedras, dos espacios y dos piedras más). Ejemplos de mala forma son el triángulo vacío (tres piedras adyacentes formando una 'L') y el dango (un gran cúmulo de piedras no conteniendo ojos). El Joseki es en gran parte el estudio de lograr crear buena forma con tus piedras.

### Tesuji
Un término japonés usado en los juegos de go o shōgi. Un tesuji (手筋) es una jugada ingeniosa, la mejor jugada en una posición local, un movimiento habilidoso. Tesuji se deriva de suji (筋) que significa "línea de juego".
Lo opuesto al tesuji es zokusuji, que puede ser traducido como "cruda línea de juego", y también referida como anti-suji, o un movimiento vulgar, dependiendo de la situación.
El Tesuji es uno de los aspectos más importantes del juego en el cual un jugador ejerce su habilidad para "leer por anticipado". En el juego del go, estos son usados en situaciones de vida y muerte (tsumego), con el fin de conseguir la iniciativa (sente), para capturar piedras, ganar puntos extra en el yose (final del juego) o por lo contrario salvar una situación aparentemente desfavorable.

### Grosor
El grosor es una traducción literal de la palabra japonesa atsumi (厚み) y connota la posición de fuerza e inexpugnabilidad conferida por el grosor de las paredes de piedra de los castillos medievales. Un grupo es grueso cuando ha desarrollado más allá el nivel de estabilidad en su área local sin acumular debilidades significativas, y consecuentemente proyectando una fuerza a distancia, especialmente sobre áreas vacantes o desocupadas del tablero. Tales posiciones tienen una influencia profunda en el flujo del juego. En el diagrama, aunque Blanco tiene alrededor de 10 puntos de territorio en la esquina, Negro puede contar con el poder proyectado hacia afuera por su posición gruesa para conseguir mucho más que eso. Nota que su resultado no sería tan bueno si Blanco tuviera una posición establecida en la dirección de la influencia de Negro que está enfrentando.

### Yose
Yose (ヨセ?) es un término usado en conexión con las partidas de go de final del juego. Procedente del japonés, un yose significaría una partida apretada, relacionándose estrictamente a una jugada en el tablero que consolida territorio o destruye el territorio del oponente. No es, propiamente hablando, sinónimo de la fase final del juego en su conjunto, sino que a menudo se utiliza de esa manera, tanto en Japón como en Occidente.
Una habilidad fundamental en el final del juego es la habilidad para jugar en diferentes áreas del tablero e identificar que jugada tiene prioridad. Esto normalmente depende de contar: determinando el número de puntos en juego. El conocimiento de contar empieza con algunos ejemplos sencillos y heurísticos. La teoría del juego combinatorio ha estado implicada en ganar las pruebas reales antes que en formas prácticas para ganar posiciones.
El Oyose, o gran yose, es un término usado a menudo en el lenguaje de la literatura inglesa. Puede ser usado para un yose que es suficientemente grande como para ser difícil de contar con precisión (digamos, 20 puntos o más). También puede ser usado para referirse a la fase temprana del final del juego, inmediatamente después de la mitad del combate del juego, en el cual las jugadas típicas de yose son sustanciales pero son dejadas de lado debido a la presión en otra zona del tablero.

### Yosu-miru
Una prueba. Un movimiento de yosu-miru es, en cierto sentido, un sacrificio de una piedra, pero está diseñado para ofrecer un tipo muy sofisticado de información acerca de desarrollar un grupo y de como atacarlo de la mejor manera, basado en su respuesta. El Yosu-miru se basa en otro concepto tal como el kikashi, aji, y korigatachi.
様子(yōsu) significa situación o estado de las cosas, y 見る(miru) es "ver", así "yōsu o miru", "ver como las cosas permanecen". En japonés esta expresión es usada normalmente para decir que es mejor esperar y ver antes de llevar a cabo una acción (por ejemplo, "shibaraku yōsu o miru beki da", es mejor esperar y ver por un tiempo). No es una palabra suelta o una frase establecida excepto en la literatura occidental del go, y "sondeo" es la palabra preferida, siendo auto-explicatoria y actualmente utilizada por los hablantes de su lengua de origen.